# Comportamento sexual de risco
Comportamento sexual de risco é a descrição da atividade que aumentará a probabilidade de que uma pessoa que se envolva em atividade sexual com outra pessoa infectada com uma infecção sexualmente transmissível seja infectada, se torne gravemente grávida ou engravide um parceiro. Pode referir-se a duas coisas semelhantes: o próprio comportamento e a descrição do comportamento do parceiro.
O comportamento pode consistir em relações penovaginais sem proteção, orais, anais ou intercurso manual não penetrativo. O parceiro pode ser um parceiro sexual não exclusivo, HIV positivo e/ou um usuário de drogas injetáveis.

## Fatores

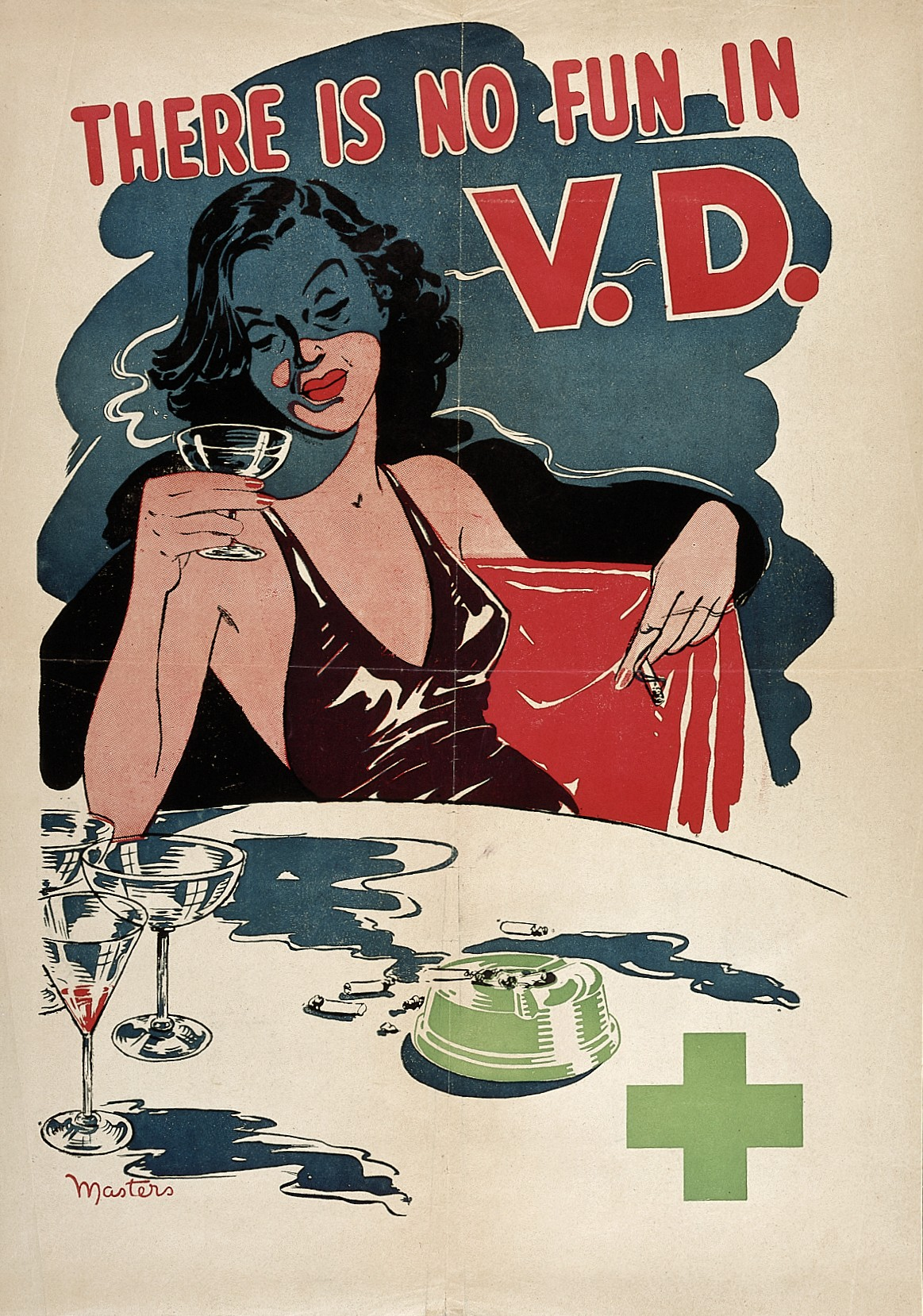
Um cartaz que representa um aviso contra os riscos decorrentes do consumo de álcool, da promiscuidade e da doença venérea (D.V.).

Os comportamentos sexuais de risco podem incluir:
- Sexo e drogas como álcool ou metanfetamina.
- Sexo sem preservativo, ou seja, sexo sem o uso de preservativos.
- Contato bucal-genital.
- Iniciar a atividade sexual em idade jovem.
- Ter vários parceiros sexuais.[2]
- Ter um parceiro de alto risco, alguém que possui vários parceiros sexuais e/ou infecções.[1][2]
- Sexo anal sem o uso de preservativos e sem a lubrificação adequada (lubrificação).
- Sexo com um parceiro que seja usuário de drogas injetáveis.[2]
- Envolver-se em trabalho sexual.[6][7][8]
- Consumo de materiais pornográficos[9] (o que pode estimular outros comportamentos sexuais de risco)

O comportamento sexual de risco inclui intercurso desprotegido, vários parceiros sexuais e uso ilícito de drogas. O consumo de bebidas alcoólicas e de drogas ilícitas aumenta consideravelmente o risco de gonorreia, clamídia, tricomoníase, hepatite B e HIV/AIDS. O trauma decorrente do sexo peniano-anal foi identificado como um comportamento sexual de risco.
Os comportamentos sexuais de risco podem levar a consequências sérias tanto para a pessoa quanto para seus parceiros. Isso inclui, por vezes, câncer cervical, gravidez ectópica e infertilidade. Existe associação entre maior incidência de modificações corporais (tais como piercing corporal e tatuagem) e comportamentos sexuais de risco.

## Epidemiologia
De acordo com a Pesquisa Nacional de Comportamento de Risco entre Jovens, 19% de todos os adolescentes sexualmente ativos nos Estados Unidos consumiram álcool ou usaram outras drogas antes de sua última relação sexual. Em contraste, adolescentes que relataram não fazer uso de substâncias apresentaram menor probabilidade de se envolver em comportamentos sexuais de risco.
A maioria dos adolescentes canadenses e americanos com idades entre 15 e 19 anos relata ter tido relação sexual pelo menos uma vez. Nesta mesma população, 23,9% e 45,5% das adolescentes afirmam ter tido relações sexuais com dois ou mais parceiros no ano anterior. Entre os homens, 32,1% dos canadenses tiveram dois ou mais parceiros e 50,8% dos americanos relataram experiência similar.
O álcool é a substância mais utilizada entre jovens de 18 a 25 anos. Em 2018, 10% dos jovens adultos apresentaram transtorno por uso de álcool, valor superior à prevalência observada em outros grupos etários. Pesquisas indicam que o álcool pode levar a comportamentos sexuais de risco, incluindo a não utilização de preservativos, relações com parceiros não primários e menor probabilidade geral de uso de contraceptivos.
Entre os grupos etários mais velhos, observa-se uma tendência semelhante de aumento nos comportamentos sexuais de risco quando combinados com o uso de álcool. Por exemplo, pesquisas com homens mais velhos que fazem sexo com homens (HSH) demonstraram que a probabilidade de se envolver em atividades sexuais de risco aumenta com o consumo de álcool e outras drogas.

## Tratamento e intervenções

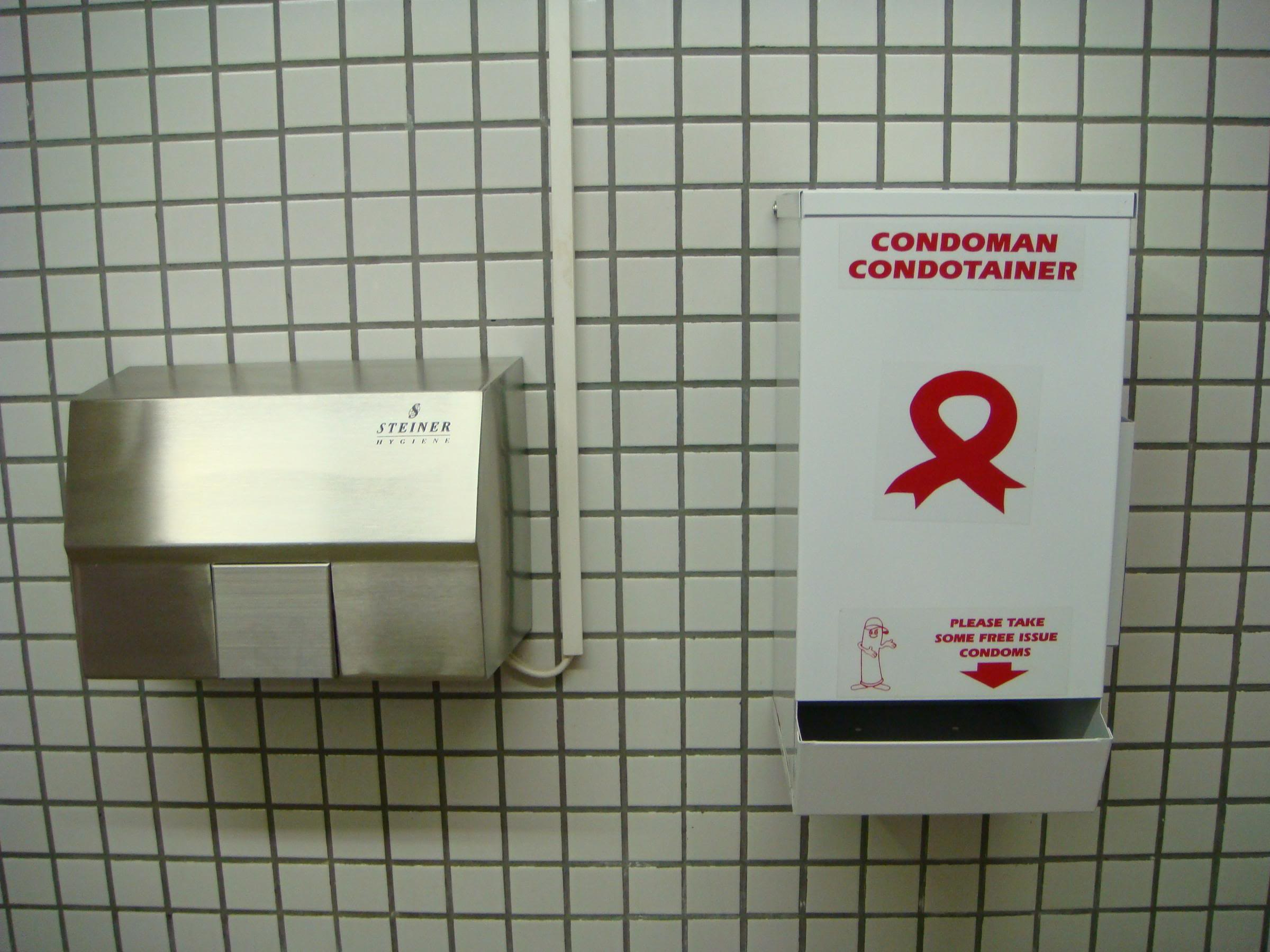

Diversos fatores estão associados aos comportamentos sexuais de risco, como o uso inconsistente de preservativos, consumo de álcool, abuso de múltiplas substâncias, depressão, falta de apoio social, encarceramento recente, convivência com um parceiro e exposição à violência por parceiro íntimo e ao abuso sexual na infância. São necessárias mais pesquisas para definir a relação causal exata entre esses fatores e os comportamentos de risco. A redução dos riscos à saúde sexual pode incluir exercícios motivacionais, treinamento em assertividade, intervenções educativas e comportamentais. O aconselhamento desenvolvido para pessoas com transtornos mentais graves pode melhorar o conhecimento, atitudes, crenças e práticas dos participantes (incluindo habilidades de assertividade), contribuindo para a redução do comportamento sexual de risco.
Diversos estudos abordam o manejo do comportamento sexual de risco entre jovens, com a maioria focada na prevenção de infecções sexualmente transmissíveis (ISTs), como o HIV. Uma meta-análise avaliando intervenções de prevenção entre adolescentes apoia esses programas por contribuir para desfechos como a redução da incidência de ISTs, o aumento do uso de preservativos e a diminuição ou adiamento do sexo penetrativo. Os achados indicaram que a maioria das intervenções foi realizada em grupo e envolveu psicoeducação sobre HIV/AIDS, treinamento de habilidades interpessoais – com alguns focando também em habilidades de autogerenciamento e em informações/demonstrações sobre preservativos. Há evidências de que intervenções familiares podem ser úteis na prevenção de comportamentos sexuais de risco a longo prazo na entrada da idade adulta.